# Arkadiusz Malarz
Arkadiusz Marcin Malarz (ur. 19 czerwca 1980 w Pułtusku) – polski piłkarz, występujący na pozycji bramkarza.

## Kariera klubowa
Od początku kariery występował w takich klubach jak: Nadnarwianka Pułtusk, Mazovia Ciechanów, Bug Wyszków, Polonia II Warszawa, Polonia Warszawa, Gwardia Warszawa. W Ekstraklasie zadebiutował w sezonie 2003/2004 w barwach Świtu Nowy Dwór Mazowiecki – łącznie wystąpił wówczas w dwudziestu meczach. Początek następnych rozgrywek zaowocował transferem do Amiki Wronki, gdzie Malarz zagrał w 10 spotkaniach. W rundzie jesiennej sezonu 2005/2006 nie rozegrał we Wronkach ani jednego meczu, natomiast po przenosinach do Lecha Poznań wystąpił w lidze dwukrotnie.
W sezonie 2006/2007 grał w klubie greckiej ekstraklasy – Skodzie Ksanti. Został wtedy rekordzistą ligi greckiej w liczbie meczów bez straty gola – nie stracił bramki w siedmiu kolejnych spotkaniach, kapitulując dopiero w ósmym, co dało wynik 683 minut bez utraty gola. Podczas uroczystej gali w Atenach Arkadiusz Malarz odebrał indywidualną nagrodę; Związek Zawodowy Piłkarzy uznał go za najlepszego bramkarza ligi greckiej sezonu 2006/2007. Od sezonu 2007/2008 bronił barw Panathinaikosu Ateny. Kosztował pół miliona euro.
28 sierpnia 2008 roku został wypożyczony na sezon do greckiego klubu OFI 1925. W lipcu 2009 roku Malarz podpisał trzyletni kontrakt z AE Larisa. Rok później związał się z cypryjskim AEL-em Limassol, a po kolejnym sezonie przeniósł się do greckiego Panachaiki GE. Ostatnim zagranicznym przystankiem polskiego bramkarza był Ethnikos Achna z Cypru, gdzie Malarz występował w rozgrywkach 2012/2013.
Zawodnik powrócił do Polski w lecie 2013 roku i podpisał kontrakt z pierwszoligowym GKS-em Bełchatów. Zespół dowodzony przez Kamila Kieresia z dorobkiem 63 punktów wygrał rozgrywki I ligi i awansował do ekstraklasy. W lutym 2015, Arkadiusz Malarz podpisał umowę z Legią Warszawa, obowiązującą do czerwca 2017. 15 lutego tego samego roku zadebiutował w barwach „Wojskowych” w meczu z Jagiellonią Białystok. 11 października 2016 przedłużył kontrakt z Legią do 30 czerwca 2018.
5 listopada 2017 roku, w meczu przeciwko Pogoni Szczecin w ramach 15. kolejki Ekstraklasy, rozegrał 100. mecz w barwach Legii Warszawa. 28 stycznia 2018 Arkadiusz Malarz przedłużył kontrakt z Legią o kolejne dwanaście miesięcy, do 30 czerwca 2019 roku. 14 czerwca 2019 zarząd Legii Warszawa poinformował, że nie zdecydował się przedłużyć kontraktu z Malarzem. Bramkarzowi zaproponowana została posada trenera bramkarzy, której jednak nie przyjął, tłumacząc, że chce kontynuować swoją karierę jako zawodnik.
13 września 2019 roku Arkadiusz Malarz podpisał dwuletni kontrakt z ŁKS-em Łódź, a 14 września 2021 poinformował o zakończeniu kariery piłkarskiej.

## Sukcesy

### GKS Bełchatów
- Mistrzostwo I ligi: 2013/2014

### Legia Warszawa
- Mistrzostwo Polski: 2015/2016, 2016/2017, 2017/2018
- Puchar Polski: 2015/2016, 2017/2018

### Indywidualnie
- Najlepszy bramkarz Superleague Ellada: 2006/2007
- Jedenastka roku Ekstraklasy w plebiscycie Polskiego Związku Piłkarzy: 2016[11]
- Ligowiec roku w Plebiscycie Piłki Nożnej: 2017
- Bramkarz sezonu Ekstraklasy: 2017/2018[12]

## Kariera medialna
Dla platformy Viaplay Polska komentował wybrane mecze piłkarskie Ligi Europy UEFA i Ligi Konferencji Europy UEFA. Niekiedy był także ekspertem w studiu podczas tych rozgrywek. Jego debiut w roli komentatora, jak i eksperta przypadł na 4 listopada 2021 roku, kiedy to wraz z Rafałem Wolskim skomentował rywalizację Legii Warszawa z SSC Napoli (1:4). Po spotkaniu analizował ten mecz w studiu.

## Życie prywatne
Małżonką Arkadiusza Malarza jest reporterka Daria Kabała-Malarz. Mają dwóch synów bliźniaków – Iwa i Brunona oraz córkę Orinę, która urodziła się w 2019.